# Gyöngyösi Gergely
Gyöngyösi Gergely  (Gyöngyös, 1472 – 1531. december 2.) pálos szerzetes, a rend generálisa, a pálosok rendtörténetének írója.

## Élete
Sokáig Dézsi Lajos után Coelius Gregoriusról és Bánffy Gergelyről is azt feltételezték, hogy azonosak Gyöngyösi Gergellyel. Azonban nincsen szoros kapcsolat Gregorius Coelius Pannonius és a Bánffy család között. Gyöngyösi Gergely és Gregorius Coelius Pannonius azonosítása sokáig helyesnek bizonyult, mert mindketten Rómában a Santo Stefano Rotondo melletti pálos kolostort igazgatták perjelként (előbbi 1513–1520, utóbbi 1537–1552). Írásaik témaválasztásában és műveltségükben könnyen lehetett hasonlóságot felfedezni. A Pannonius jelzőnek csak Magyarországtól távol volt értelme: ez is ráillett mindkét pálosra. Gregorius Coelius Pannonius életéről biztosan csak annyi tudható a Collegium Germanicum et Hungaricum levéltárában őrzött írásos források alapján, hogy 1537-től egészen haláláig, 1552-ig a római Santo Stefano Rotondo melletti pálos kolostor gondos perjele volt.
Gyöngyösi 1495-ben lett artium baccalaureus a krakkói egyetemen, majd belépett a pálos rendbe (Ordo Sancti Pauli Primi Eremitae). Mesterének a két alkalommal is az általános perjeli (prior generalis) tisztet viselő Szombathelyi Tamást vallotta, novíciátusi idejét nagy valószínűséggel Budaszentlőrincen töltötte, a rend középkori központjában (monasterium principale, ma Budapest II. kerületében található). Rendi hitszónok volt (praedicator ordinis) 1501 és 1504 között Budaszentlőrincen, majd több más kolostorban. Ezekben az években kísérhette el az általános perjelt titkárként (socius) vizitációs körútjain. Ragyogó képességeinek köszönhetően lett 1513-ban a római Santo Stefano Rotondo kolostor melletti pálos kolostor perjele. Ezt a feladatot 1520-ig látta el. Római éveinek irodalmi termése kiemelkedő jelentőségű.
Hazatérése után az 1520 Pünkösdjén tartott budaszentlőrinci nagykáptalani gyűlésen megválasztották a rend általános perjelének. Hivatalát csak két évig tudta ellátni, betegsége miatt le kellett mondania. Hivatali idejében az elődei által összegyűjtött rendtörténeti anyagot a vizitációs útjai során az egyes kolostorokban megőrzött oklevelek adataival lényegesen kibővítette.

## Munkássága
- Epitoma seu brevilogia in quo omnium religiosorum profectus et profectuum adminicula itemque defectus defectuumque antidota describuntur (Összefoglalás avagy rövid leírás, amely az összes szerzetes számára részletezi az előmenetel és haladás segédeszközeit, valamint a hibákat és a hibák ellenszereit) (Róma, 1514 körül): Lórándházi István általános perjel (prior generalis) első rendfőnöksége idején (1496-1500) Gyöngyösit vette maga mellé rendfőnöki titkárnak, látva annak nem mindennapi tehetségét. Ezért neki ajánlotta ezt a művet, melyben az általános perjel és a rend többi méltóságviselőjének feladatait veszi sorra. István általános perjel 1512 márciusában meghalt, ezt azonban Gyöngyösi nem említi.
- Decalogus de sancto Paulo primo heremita comportatus per venerabilem patrem fratrem Gregorium de Gengyes, priorem sancti Stephani Rotundi in Urbe et correctus per reverendum patrem fratrem Silvestrum sacri palacii magistrum (Róma, Antonio Blado, 1516). Tíz beszédben (sermones) mutatja be a Rómában alig ismert rendjét. Leírja Remete Szent Pál ereklyéinek 1381-ben Velencéből Magyarországra történő translatióját, és a budaszentlőrinci ereklye körül kialakuló országos kiterjedtségű kultuszt is ismerteti. A remeteszent közbenjárására végbement mirákulumok Budaszentlőrincet kedvelt és ismert búcsújáróhellyét tették a késő középkorban. Mindez a pálos rend tekintélyét hathatósan erősítette. A mű második kiadása 1532-ben, Krakkóban látott napvilágot már Gyöngyösi halála után.
- 'Directorium singulorum fratrum officialium ordinis sancti Pauli primi heremite sub regula beati Augustini episcopi militantium (Útmutató az Első Remete, Szent Pál rendjébe tartozó officiális testvérek számára, akik Szent Ágoston püspök regulája szerint teljesítenek szolgálatot) (Róma, 1514–1520 körül). A rendi tisztségviselők feladatait egyenként ismerteti, kezdve az általános perjelen és bevégezvén a rendi hierarchia legalján álló kulcsárral.
- Declarationes constitutionum ordinis fratrum heremitarum sancti Pauli primi heremite etc. super passus obscuros earundem, partim ex actis capitulorum generalium, partim vero ex privilegiis ordinis eiusdem et iure canonico recollecte (Róma, 1520 körül). Utolsóként a rendi törvénykönyv jelent meg Rómában. Különleges jelentősége abban áll, hogy Gyöngyösi a rubrikáknak nevezett rendi törvényekhez bőséges magyarázatokat fűzött, amelyekben értékes rendtörténeti adatok is találhatók.
- Fontos helyet foglal el Gyöngyösi művei között az Inventarium, amelyben általános perjelként végzett vizitációs útjai során az egyes kolostorokban fellelt oklevelekről készített rövid kivonatos jegyzeteit gyűjtötte egybe. A kéziratot a budapesti Egyetemi Könyvtár őrzi (Cod. Lat. 115).
- Annotationes in regulam divi Augustini episcopi, hungarico sermone luculentissime donatam, in gratiam fratrum eremitarum ordinis Sancti Pauli primi eremite. Velence, 1537[5] egyetlen példánya a XVII. század dereka óta Csíksomlyón (Csíki Székely Múzeum) található.[6]
- Legfontosabb és legismertebb műve a Vitae fratrum Eremitarum Ordinis Sancti Pauli Primi Eremitae (I. Remete Szent Pál Remete Testvéreinek Élete). Ebben a rend vezetői szerinti csoportosításban adja elő a rend történetét a 13. századi kezdetektől egészen a 16. század harmincas éveiig. A kiterjedt anyag összeállításában Gyöngyösi felhasználta elődei Budaszentlőrincen akkor még fellelhető anyaggyűjtését is, de a megkezdett munkát nem sikerült befejeznie. Gyöngyösi az 1496-os évig jutott az események rendezett írásba foglalásával, az ez után következő részeket már utódai szerkesztették egybe, közülük csak Hadnagy Bálintot ismerjük név szerint. Az irodalmi szempontból is igényesen megfogalmazott előszót Gyöngyösi írta. A Vitae fratrum elsőrangú forrás a pálosok középkori történetére vonatkozóan. A mű egészéből nemcsak a régi pálos élet mindennapjait lehet hitelesen megragadni, hanem a korabeli rendi vezetés magas szellemi és spirituális színvonalára is lehet következtetni. A magyar irodalomtörténet számára is fontosak a rendtagok mára elveszett latin és magyar nyelvű írásműveire utaló adatok.

### Modern kiadások
- Kritikai kiadás: Gyöngyösi Gregorius, Vitae fratrum Eremitarum Ordinis Sancti Pauli Primi Eremitae, ed. Franciscus L. Hervay, Budapest, 1988 (Bibliotheca Scriptorum Medii recentisque aevorum, series nova, XI)
- Fordítása: I. Remete Szent Pál Remete Testvéreinek Élete. Varia Paulina III. Fráter György Alapítvány, Pilisszántó, 1998. Fordította: P. Árva Vince OSP., Csanád Béla, Csonka Ferenc
- Kritikai kiadás és fordítás: Gregorius Gyöngyösi OSPPE Opera selecta (Epitoma, Directorium) Szerk.: Sarbak Gábor Bellus Ibolya és Lorenz Weinrich. Budapest, 2011 7-34. o.
- Kritikai kiadás és fordítás: Gregorius Gyöngyösi OSPPE Opera selecta (Epitoma, Directorium) Szerk.: Sarbak Gábor Bellus Ibolya és Lorenz Weinrich. Budapest, 2011 35-71. o.